# ماريانا لافي
ماريانا لافي (بالإسبانية: Mariana Levy)‏ هي مغنية وممثلة مكسيكية، ولدت في 22 أبريل 1966 في مدينة مكسيكو في المكسيك، وتوفي بنفس المكان في 29 أبريل 2005 بسبب نوبة قلبية.

## وصلات خارجية
- ماريانا لافي على موقع IMDb (الإنجليزية)
- ماريانا لافي على موقع أول موفي (الإنجليزية)
- ماريانا لافي على موقع قاعدة بيانات الفيلم (الإنجليزية)